# Aria di tempesta (P. G. Wodehouse)
Aria di tempesta (Heavy Weather) è un romanzo del 1933 dello scrittore britannico P. G. Wodehouse
Aria di tempesta è il quarto romanzo della serie dedicata al castello di Blandings; la trama si riallaccia a quella del terzo romanzo della serie, Lampi d'estate del 1929. In Lampi d'estate l'Hon. Galahad Threepwood (Gally), fratello cadetto di Lord Clarence, era autore di una scandalosa autobiografia che aveva messo in allarme la classe dirigente britannica, ma alla fine l'autore si era mostrato disposto a non pubblicare le sue memorie in cambio del permesso di matrimonio per due giovani innamorati Ronnie Fish e Sue Brown. Aria di tempesta  inizia una decina di giorni dopo la conclusione del precedente romanzo (Lampi d'estate) e di nuovo si verificano tentativi di furto del pericoloso manoscritto. Lord Tilbury, proprietario della casa editrice Mammoth Publishing Co., vuole infatti pubblicare a ogni costo le memorie di Gally.

## Storia editoriale
Heavy Weather fu pubblicato dapprima sul settimanale statunitense The Saturday Evening Post  in otto puntate, dal 27 maggio al 15 luglio 1933, con le illustrazioni di May Wilson Preston. Il romanzo fu pubblicato poco dopo in due differenti edizioni, americana e inglese, uscite quasi contemporaneamente: negli Stati Uniti il 28 luglio 1933 dall'editore Little, Brown and Company di Boston, e nel Regno Unito da Herbert G. Jenkins il 10 agosto 1933. Fu tradotto in lingua italiana lo stesso anno da Zoe Lampronti e pubblicato nel 1933 dalle Edizioni Bietti con due titoli differenti (Acqua pesante e Tempo pesante); ristampato più volte dalla Bietti col titolo Tempo pesante; fu tradotto nuovamente nel 1990 da Luigi Spagnol e la nuova traduzione fu edita col titolo Aria di tempesta sia da Guanda che da Tea, arricchita da una Introduzione di Giorgio Manganelli.

## Trama
Sono passati solo dieci giorni dagli eventi di Lampi d'estate. Ronnie Fish è fidanzato con la ragazza del coro Sue Brown, ma Lady Julia, la madre di Ronnie, è determinata a impedire il matrimonio.  Monty Bodkin, la cui fidanzata Gertrude Butterwick gli ha ordinato di mantenere un'occupazione lavorativa per almeno un anno, viene licenziato da Lord Tilbury e briga per succedere a Hugo Carmody come segretario di Lord Emsworth. Più tardi Sue apprende che Monty Bodkin giungerà fra breve a Blandings come nuovo segretario di Lord Emsworth. Sue è stata fidanzata in passato e per breve tempo con Monty, ma non lo ha detto a Ronnie, incline alla gelosia; preoccupata, Sue si precipita a Londra per avvertire Monty che a Blandings loro due devono fingere di non essersi mai conosciuti. Lady Julia li vede però pranzare al "Berkeley" prima che tutti e tre prendano il treno per Market Blandings. A Blandings Lady Julia racconta al figlio dell'incontro di Sue e Monty, e Ronnie sospetta immediatamente che Sue ami Monty.
Gally vuol rispettare la promessa di non pubblicare le sue Reminiscences. Ma Lord Tilbury ne aveva acquistato i diritti ed è determinato a pubblicarle, preferibilmente con le buone (tramite Monty) o con le cattive (tramite l'investigatore Percy Pilbeam). Sir Gregory Parsloe teme che gli aneddoti sulla sua scandalosa giovinezza contenuti nel libro di Gally possano danneggiarlo nella sua corsa alle elezioni amministrative dello Shropshire per il Partito Unionista; Lady Constance e Lady Julia sono sconvolte nell'apprendere che nelle memorie di Gally si fanno rivelazioni anche sulle scandalose giovinezze dei loro defunti mariti. Lady Constance e Sir Gregory incaricano Percy Pilbeam di ritrovare manoscritto di Gally e consegnarlo a loro per la successiva distruzione. Lord Tilbury giunge personalmente a Blandings per convincere nuovamente Gally a consegnargli il manoscritto per la pubblicazione. Essendo anch'egli appassionato di maiali, Lord Tilbury va in visita al porcile e si innamora a prima vista dell'Imperatrice; ma il porcaro Pirbright, sospettando che Tilbury possa rubare il maiale, rinchiude il Lord in una baracca. Monty teme che Lord Emsworth, che ha appreso della sua parentela con Sir Gregory, possa licenziarlo: libera pertanto Lord Tibury e dichiara all'editore che tenterà di rubare e consegnarli il manoscritto di Gally in cambio di un posto di lavoro non retribuito della durata di un anno. Il dialogo fra Monty e Lord Tibury è ascoltato però dal maggiordomo Beach; Beach sventa anche un tentativo di furto del manoscritto da parte di Pilbeam; Beach pertanto consegna l'opera di Galahad Threepwood a Ronnie Fish perché lo custodisca. Fish però è distratto: è preoccupato che Sue non lo ami più, e la sua gelosia aumenta quando vede la scritta "Sue" tatuata sul petto di Bodkin. La ragazza, offesa, rompe il fidanzamento con Ronnie. 
Grazie a un tranello, Bodkin si fa consegnare da Ronnie il manoscritto. Gally riesce a riunire la coppia Sue-Ronnie. Bodkin rivela a Pilbeam dove è nascosto il manoscritto; Pilbeam se ne impossessa, lo nasconde in una baracca capannone in disuso e progetta di indire un'asta tra Lord Tilbury e il gruppo Connie-Parsloe. Lord Emsworth licenzia Bodkin quando apprende ha liberato Tilbury; poi per precauzione, trasferisce l'Imperatrice in un nuovo alloggio: la baracca capannone dove Pilbeam ha nascosto il manoscritto. L'Imperatrice trova il manoscritto e inizia a mangiarlo. Più tardi Bodkin offrirà a Pilbeam mille sterline purché lo assuma come lavoratore dipendente per un anno nella sua agenzia investigativa; Lord Tilbury, sporco di fango suino, viene catturato ancora una volta da Pirbright. Mentre Lord Emsworth è tormentato dalle sue sorelle affinché neghi a Ronnie, di cui amministratore fiduciario, il danaro per il matrimonio con Sue, giungono Gally e Sue che informano Lord Emsworth che Ronnie ha rapito l'Imperatrice e la restituirà solo se non gli verrà negato il danaro per il matrimonio. Lord Emsworth acconsente ai desideri dei giovani, con un colpo di tosse; felici, Ronnie e Sue vanno a sposarsi, con grande soddisfazione di Gally.

## Personaggi
George Alexander Pyke, primo visconte Tilburyeditore, proprietario della Mammoth Publishing Company (pubblica riviste come "Spezie mondane" e "Bimbi birbi"), vuole pubblicare le memorie scandalose dell'On. Galahad Threepwood, ama i maiali e ha una fattoria nel Buckinghamshire
Lady Julia Fishsorella alta, bionda e imponente di Lord Emsworth e Gally, vedova del Maggiore Generale Sir Miles Fish, C.B.E., madre di Ronnie
On. Galahad (Gally) Threepwoodfratello cadetto cinquanntasettenne di Lord Emsworth, ha scritto le proprie memorie
Sir Gregory Parsloe-ParsloeVII baronetto di Matchingham, zio di Monty Bodkin, proprietario dell'Orgoglio di Matchingham, rivale di Lord Emsworth, ha ambizioni politiche
Ronald Overbury (Ronnie) Fishfiglio di Lady Julia, fidanzato gelosissimo di Sue
Rev. Aubrey Sellickdirettore di "Bimbi birbi"
Montague (Monty) Bodkinnipote di Sir Gregory, membro del "Drones Club", fidanzato in passato di Sue, è ora fidanzato con Gertrude Butterwick la quale gli ha dichiarato che lo sposerà solo se il Monty riuscirà a conservare un lavoro per almeno un anno; già vicedirettore di "Bimbi birbi", segretario di Lord Emsworth
Hugo Carmodyex segretario di Lord Emsworth, licenziatosi dopo undici settimane
Lord Clarence EmsworthIX conte di Emsworth, sessantenne, alto, magro, trasandato, ama l'Imperatrice di Blandings; amministratore fiduciario del nipote Ronnie Fish
Imperatrice di Blandingsscrofa nera del Berkshire di proprietà di Lord Emsworth; in gara al concorso "Suini grassi" alla annuale Mostra Agricola dello Shropshire, che peraltro ha già vinto l'ultimo anno
Orgoglio di Matchinghammaiale grasso di proprietà di Sir Gregory Parsloe, rivale dell'Imperatrice
Sue Brownfidanzata diciannovenne di Ronnie, in passato fidanzata per breve tempo con Monty Bodkin
Lady Constance Keeblesorella di Lord Emsworth, vedova di Joseph Keeble
Percy Frobisher Pilbeaminvestigatore privato privo di scrupoli, ex direttore del settimanale scandalistico "Spezie mondane", dirige l'agenzia investigativa "Argo"
James Pirbrightporcaro di Lord Emsworth
George Cyril Wellbelovedex porcaro di Lord Emsworth ora alle dipendenze di Sir Gregory
J.G. Butterwickpadre di Gertrude, proprietario della "Butterwick, Price & Mandelbaum", ditta di import-export
Buckingham Big Boyporcaro di Lord Tilbury
Fosberryvicario a Market Blandings
Angus McAllistergiardiniere capo di Lord Emsworth, scozzese
Webberveterinario a Market Blandings
Beachmaggiordomo a Blandings da 18 anni
Stokesprimo cameriere a Blandings
Thomassecondo cameriere a Blandings
Voulesautista a Blandings
Robinsontassista a Market Blandings

## Critica
Per Richard Usborne, Aria di tempesta è un ottimo libro, con un intreccio complesso. Per il linguista Robert Anderson Hall, segno distintivo dello stile di Wodehouse e maggior fonte di ilarità è il linguaggio. Anche Giorgio Manganelli mette in evidenza la funzione del linguaggio di Wodehouse: straordinariamente articolato, mobile, attento al registro linguistico di ciascun personaggio, il che rende Wodehouse uno degli scrittori più difficili da tradurre. Come in tutte le opere di Wodehouse, anche in Aria di tempesta i riferimenti biblici e le citazioni di grandi opere classiche e modernesono molto numerosi. Sarebbero presenti anche aspetti satirici: il personaggio di Lord Tilbury — l'editore proprietario della Mammoth Publishing Company apparso già nei  romanzi Bill il conquistatore (1924) e Sam il dinamico (1924) — sarebbe basato su Alfred Harmsworth, in seguito Lord Northcliffe.

## Edizioni
- (EN) Heavy Weather, London, Jenkins, 1933.
- Acqua pesante: romanzo umoristico inglese, traduzione di Zoe Lampronti, Milano, Bietti, 1933.
- Tempo pesante: romanzo umoristico inglese, traduzione di Zoe Lampronti, Milano, Bietti, 1933.
- Aria di tempesta: romanzo umoristico inglese, collana Narratori della Fenice, traduzione di Luigi Spagnol, Parma, U. Guanda, 1990, ISBN 88-7746-453-4.
- Aria di tempesta: romanzo, collana TEAdue; 199, traduzione di Luigi Spagnol, Milano, TEA, 1994, ISBN 88-7819-498-0.